# Saison 2015-2016 du RB Leipzig
Maillots
Chronologie
Saison précédente Saison suivante
La saison 2015-2016 est la 7e saison du RB Leipzig depuis sa fondation en 2009 et la 2e saison du club en 2.Bundesliga.

## Événements
Le 29 mai 2015, Ralf Rangnick a été nommé pour remplacer Achim Beierlorzer en tant qu'entraîneur-chef. Le 9 juin 2015, il a été confirmé qu'ils joueront contre Southampton FC le 8 juillet 2015,.

## Transferts
| Nom                        | Nationalité | Poste          | Transfert                    | Période         | Provenance/Destination   | Division              | Réf.   |
| -------------------------- | ----------- | -------------- | ---------------------------- | --------------- | ------------------------ | --------------------- | ------ |
| Arrivées                   |             |                |                              |                 |                          |                       |        |
| Fabian Bredlow             | Allemagne   | Gardien de but | Retour de prêt               | Mercato d'été   | Red Bull Salzbourg       | Ö-Bundesliga          |        |
| André Luge                 | Allemagne   | Milieu         | Retour de prêt               | Mercato d'été   | SV Elversberg            | 3.Liga                |        |
| Marcel Sabitzer            | Autriche    | Attaquant      | Retour de Prêt               | Mercato d'été   | Red Bull Salzbourg       | Ö-Bundesliga          |        |
| Denis Thomalla             | Allemagne   | Attaquant      | Retour de prêt               | Mercato d'été   | SV Ried                  | Ö-Bundesliga          |        |
| Smail Prevljak             | Allemagne   | Attaquant      | Retour de prêt               | Mercato d'été   | FC Liefering             | 2.Liga                |        |
| Massimo Bruno              | Belgique    | Milieu         | Retour de prêt               | Mercato d'été   | Red Bull Salzbourg       | Ö-Bundesliga          |        |
| Mikko Sumusalo             | Finlande    | Défenseur      | Retour de prêt               | Mercato d'été   | Hansa Rostock            | 2.Bundesliga          |        |
| Federico Palacios Martínez | Allemagne   | Attaquant      | Retour de prêt               | Mercato d'été   | FC Rot-Weiß Erfurt       | Regionalliga Nord-Est |        |
| Clemens Fandrich           | Allemagne   | Milieu         | Retour de prêt               | Mercato d'été   | Erzgebirge Aue           | 2.Bundesliga          |        |
| Matthias Morys             | Allemagne   | Attaquant      | Retour de prêt               | Mercato d'été   | SG Sonnenhof Großaspach  | 3.Liga                |        |
| Willi Orban                | Allemagne   | Défenseur      | Transfert (Montant Inconnue) | Mercato d'été   | 1. FC Kaiserslautern     | 2.Bundesliga          | [ 4 ]  |
| Atınç Nukan                | Turquie     | Défenseur      | Transfert (6 M€)             | Mercato d'été   | Beşiktaş JK              | Spor Toto Süper Lig   | [ 5 ]  |
| Stefan Ilsanker            | Autriche    | Milieu         | Transfert (Montant Inconnue) | Mercato d'été   | Red Bull Salzbourg       | Ö-Bundesliga          | [ 6 ]  |
| Nils Quaschner             | Allemagne   | Attaquant      | Transfert (Montant Inconnue) | Mercato d'été   | Red Bull Salzbourg       | Ö-Bundesliga          | [ 6 ]  |
| Ken Gipson                 | Allemagne   | Milieu         | Transfert (Libre)            | Mercato d'été   | VfB Stuttgart            | Bundesliga            | [ 7 ]  |
| Dmitri Skopintsev          | Russie      | Défenseur      | Transfert (Montant Inconnue) | Mercato d'été   | Zénith Saint-Pétersbourg | Première ligue russe  | [ 8 ]  |
| Marcel Halstenberg         | Allemagne   | Défenseur      | Transfert (Montant Inconnue) | Mercato d'été   | FC St. Pauli             | Bundesliga            | [ 9 ]  |
| Davie Selke                | Allemagne   | Attaquant      | Transfert (8 M€)             | Mercato d'été   | Werder Breme             | Bundesliga            | [ 10 ] |
| Péter Gulácsi              | Hongrie     | Gardien de but | Transfert (Montant Inconnue) | Mercato d'été   | Red Bull Salzbourg       | Ö-Bundesliga          | [ 6 ]  |
| Gino Fechner               | Allemagne   | Milieu         | Transfert (Montant Inconnue) | Mercato d'été   | VfL Bochum               | Bundesliga            | [ 11 ] |
| Kamil Wojtkowski           | Pologne     | Milieu         | Transfert (Montant Inconnue) | Mercato d'été   | Pogoń Szczecin           | Ekstraklasa           | [ 11 ] |
| Dépenses totales : 14 M€   |             |                |                              |                 |                          |                       |        |
| Départs                    |             |                |                              |                 |                          |                       |        |
| Ante Rebić                 | Croatie     | Attaquant      | Retour de prêt               | Mercato d'été   | ACF Fiorentina           | Serie A               |        |
| Rodnei                     | Brésil      | Défenseur      | Retour de prêt               | Mercato d'été   | Red Bull Salzbourg       | Ö-Bundesliga          |        |
| Yordy Reyna                | Pérou       | Attaquant      | Retour de prêt               | Mercato d'été   | Red Bull Salzbourg       | Ö-Bundesliga          |        |
| Joshua Kimmich             | Allemagne   | Milieu         | Transfert (1,5 M€)           | Mercato d'été   | Bayern Munich            | Bundesliga            | ,      |
| Henrik Ernst               | Allemagne   | Milieu         | Transfert (Libre)            | Mercato d'été   | RB Leipzig II            |                       | [ 12 ] |
| Fabian Franke              | Allemagne   | Milieu         | Transfert (Montant Inconnue) | Mercato d'été   | SV Wehen Wiesbaden       | 3.Liga                | [ 12 ] |
| Daniel Frahn               | Allemagne   | Attaquant      | Transfert (Montant Relevé)   | Mercato d'été   | 1. FC Heidenheim         | 2.Bundesliga          | [ 12 ] |
| Sebastian Heidinger        | Allemagne   | Milieu         | Transfert (Montant Inconnue) | Mercato d'été   | 1. FC Heidenheim         | 2.Bundesliga          | [ 12 ] |
| Niklas Hoheneder           | Autriche    | Défenseur      | Transfert (Montant Relevé)   | Mercato d'été   | SC Paderborn             | 2.Bundesliga          | [ 12 ] |
| Thomas Dähne               | Allemagne   | Gardien de but | Transfert (Montant Relevé)   | Mercato d'été   | -                        | -                     | [ 12 ] |
| Fabian Bredlow             | Allemagne   | Gardien de but | Transfert (Montant Inconnue) | Mercato d'été   | Hallescher FC            | 3.Liga                | [ 13 ] |
| Matthias Morys             | Allemagne   | Attaquant      | Transfert (Montant Inconnue) | Mercato d'été   | VfR Aalen                | 3.Liga                | [ 14 ] |
| Clemens Fandrich           | Allemagne   | Milieu         | Transfert (Montant Inconnue) | Mercato d'été   | FC Lucerne               | Super League suisse   | [ 14 ] |
| Omer Damari                | Israël      | Attaquant      | Prêt                         | Mercato d'été   | Red Bull Salzbourg       | Ö-Bundesliga          | [ 15 ] |
| Tim Sebastian              | Allemagne   | Défenseur      | Transfert (Montant Inconnue) | Mercato d'hiver | SC Paderborn             | 2.Bundesliga          | [ 16 ] |
| Zsolt Kalmár               | Hongrie     | Milieu         | Prêt                         | Mercato d'hiver | FSV Francfort            | 2.Bundesliga          | [ 17 ] |
| Recettes totales : 1,5 M€  |             |                |                              |                 |                          |                       |        |

## Maillots
Équipementier : Nike / Sponsor : Red Bull
| Domicile |  | Domicile (alt.) |  | Extérieur | Extérieur (alt.) |

| Domicile |  | Domicile (alt.) |  | Extérieur | Extérieur (alt.) |

## Équipes

### Effectif de la saison
| N°                 | P.       | Nat.     | Nom                 | Date de Naissance | Club précédent           |
| Gardiens           | Gardiens | Gardiens | Gardiens            | Gardiens          | Gardiens                 |
| ------------------ | -------- | -------- | ------------------- | ----------------- | ------------------------ |
| 1                  | G        |          | Fabio Coltorti      | 3 décembre 1980   | FC Lausanne-Sport        |
| 22                 | G        |          | Benjamin Bellot     | 30 juillet 1990   | FC Sachsen Leipzig       |
| 32                 | G        |          | Péter Gulácsi       | 6 mai 1990        | Red Bull Salzbourg       |
| Défenseurs         |          |          |                     |                   |                          |
| 3                  | D        |          | Anthony Jung        | 3 novembre 1991   | FSV Francfort            |
| 4                  | D        |          | Willi Orban         | 3 novembre 1992   | 1. FC Kaiserslautern     |
| 5                  | D        |          | Atınç Nukan         | 20 juin 1993      | Beşiktaş JK              |
| 16                 | D        |          | Lukas Klostermann   | 3 juin 1996       | VfL Bochum               |
| 21                 | D        |          | Dmitri Skopintsev   | 2 mars 1997       | Zénith Saint-Pétersbourg |
| 23                 | D        |          | Marcel Halstenberg  | 27 septembre 1991 | FC St. Pauli             |
| 33                 | D        |          | Marvin Compper      | 14 juin 1985      | ACF Fiorentina           |
| Milieux de terrain |          |          |                     |                   |                          |
| 2                  | M        |          | John-Patrick Strauß | 28 janvier 1996   | Formé au club            |
| 6                  | M        |          | Rani Khedira        | 27 janvier 1994   | VfB Stuttgart            |
| 12                 | M        |          | Emil Forsberg       | 23 octobre 1991   | Malmö FF                 |
| 13                 | M        |          | Stefan Ilsanker     | 18 mai 1989       | Red Bull Salzbourg       |
| 14                 | M        |          | Massimo Bruno       | 17 septembre 1993 | RSC Anderlecht           |
| 20                 | M        |          | Ken Gipson          | 24 février 1996   | VfB Stuttgart            |
| 24                 | M        |          | Dominik Kaiser      | 16 septembre 1988 | TSG Hoffenheim           |
| 25                 | M        |          | Stefan Hierländer   | 3 février 1991    | Red Bull Salzbourg       |
| 31                 | M        |          | Diego Demme         | 21 novembre 1991  | SC Paderborn             |
| 39                 | M        |          | Georg Teigl         | 9 février 1991    | Red Bull Salzbourg       |
| 40                 | M        |          | Idrissa Touré       | 29 avril 1998     | Formé au club            |
| Milieux de terrain |          |          |                     |                   |                          |
| 7                  | A        |          | Marcel Sabitzer     | 17 mars 1994      | Rapid Vienne             |
| 9                  | A        |          | Yussuf Poulsen      | 15 juin 1994      | Lyngby BK                |
| 15                 | A        |          | Agyemang Diawusie   | 12 février 1998   | 1. FC Nuremberg          |
| 17                 | A        |          | Nils Quaschner      | 22 avril 1998     | Red Bull Salzbourg       |
| 18                 | A        |          | Terrence Boyd       | 16 février 1991   | Rapid Vienne             |
| 27                 | A        |          | Davie Selke         | 20 janvier 1995   | Werder Breme             |

### Joueurs prêtés
Le tableau suivant liste les joueurs en prêts pour la saison 2015-2016.
| N° | P. | Nat. | Nom           | Date de Naissance | Club en prêt  |
| -- | -- | ---- | ------------- | ----------------- | ------------- |
| -  | D  |      | Tim Sebastian | 17 janvier 1984   | Hansa Rostock |
| -  | M  |      | Zsolt Kalmár  | 9 juin 1995       | FSV Francfort |

## Préparation d'avant-saison
| 1re match                              | Berliner AK 07 | 0 - 2   | RB Leipzig              |                                                 |                                                 |
| Samedi 20 juin 2015 15h30 CEST (UTC+2) |                | (1 - 0) | 42e Wagner · 68e Dzalto | Werner-Seelenbinder-Sportpark Spectateurs : 894 | Werner-Seelenbinder-Sportpark Spectateurs : 894 |
| Samedi 20 juin 2015 15h30 CEST (UTC+2) | Rapport        |         |                         | Werner-Seelenbinder-Sportpark Spectateurs : 894 | Werner-Seelenbinder-Sportpark Spectateurs : 894 |

| 2e match                               | Kickers 94 Markkleeberg | 0 - 15  | RB Leipzig |                                    |                                    |
| Samedi 27 juin 2015 15h30 CEST (UTC+2) |                         | (0 - 6) | 7e Teigl · 11e 33e 38e Selke · 21e Kaiser · 35e Khedira · 55e Reddemann · 58e 65e 85e Dzalto · 71e Endres · 75e Palacios · 79e 89e Hierländer · 86e Demme | Stadion am Bad Spectateurs : 1 032 | Stadion am Bad Spectateurs : 1 032 |
| Samedi 27 juin 2015 15h30 CEST (UTC+2) | Rapport                 |         | | Stadion am Bad Spectateurs : 1 032 | Stadion am Bad Spectateurs : 1 032 |

| 3e match                                     | FSV Budissa Bautzen | 1 - 2   | RB Leipzig                  |                                            |                                            |
| Mercredi 1er juillet 2015 17h30 CEST (UTC+2) | Salewski 53e        | (0 - 0) | 52e Endres · 67e Hierländer | Stadion der Freundschaft Spectateurs : 877 | Stadion der Freundschaft Spectateurs : 877 |
| Mercredi 1er juillet 2015 17h30 CEST (UTC+2) | Rapport             |         |                             | Stadion der Freundschaft Spectateurs : 877 | Stadion der Freundschaft Spectateurs : 877 |

| 4e match                                 | RB Leipzig                                | 3 - 0   | Slovan Liberec |                                            |                                            |
| Samedi 4 juillet 2015 16h30 CEST (UTC+2) | Quaschner 35e · Forsberg 40e · Strauß 59e | (2 - 0) |                | Stadion der Freundschaft Spectateurs : 648 | Stadion der Freundschaft Spectateurs : 648 |
| Samedi 4 juillet 2015 16h30 CEST (UTC+2) | Rapport                                   |         |                | Stadion der Freundschaft Spectateurs : 648 | Stadion der Freundschaft Spectateurs : 648 |

| 5e match                                   | RB Leipzig                                                          | 5 - 4   | Southampton FC                              |                         |                         |
| Mercredi 8 juillet 2015 18h00 CEST (UTC+2) | Quaschner 25e · Mauer 55e · Sebastian 59e · Kalmár 67e · Strauß 76e | (1 - 1) | 26e Juanmi · 54e 90e Rodriguez · 79e Soares | Sportklub Bischofshofen | Sportklub Bischofshofen |
| Mercredi 8 juillet 2015 18h00 CEST (UTC+2) | Rapport                                                             |         |                                             | Sportklub Bischofshofen | Sportklub Bischofshofen |

| 6e match                                    | RB Leipzig   | 1 - 0   | FC Rubin Kazan |                   |                   |
| Dimanche 12 juillet 2015 15h00 CEST (UTC+2) | Forsberg 61e | (0 - 0) |                | Steinberg Stadion | Steinberg Stadion |
| Dimanche 12 juillet 2015 15h00 CEST (UTC+2) | Rapport      |         |                | Steinberg Stadion | Steinberg Stadion |

| 7e match                                  | RB Leipzig                            | 3 - 0   | Hapoël Tel-Aviv |                                    |                                    |
| Samedi 18 juillet 2015 19h00 CEST (UTC+2) | Selke 9e · Ilsanker 45e · Khedira 86e | (0 - 0) |                 | Red Bull Arena Spectateurs : 5 519 | Red Bull Arena Spectateurs : 5 519 |
| Samedi 18 juillet 2015 19h00 CEST (UTC+2) | Rapport                               |         |                 | Red Bull Arena Spectateurs : 5 519 | Red Bull Arena Spectateurs : 5 519 |

| 8e match                                    | RB Leipzig               | 2 - 0   | FC Ingolstadt |                                    |                                    |
| Mercredi 29 juillet 2015 18h00 CEST (UTC+2) | Demme 62e · Forsberg 78e | (0 - 0) |               | Red Bull Arena Spectateurs : 7 719 | Red Bull Arena Spectateurs : 7 719 |
| Mercredi 29 juillet 2015 18h00 CEST (UTC+2) | Rapport                  |         |               | Red Bull Arena Spectateurs : 7 719 | Red Bull Arena Spectateurs : 7 719 |

| 9e match                                     | Dukla Prague | 1 - 1   | RB Leipzig  |                                    |                                    |
| Vendredi 4 septembre 2015 16h30 CEST (UTC+2) | Bruno 71e    | (0 - 1) | 13e Přikryl | Red Bull Arena Spectateurs : 7 719 | Red Bull Arena Spectateurs : 7 719 |
| Vendredi 4 septembre 2015 16h30 CEST (UTC+2) | Rapport      |         |             | Red Bull Arena Spectateurs : 7 719 | Red Bull Arena Spectateurs : 7 719 |

| 10e match                                  | RB Leipzig                                                                                                   | 13 - 0  | FC Eilenburg |                                                         |                                                         |
| Dimanche 10 janvier 2016 16h30 CET (UTC+1) | Sabitzer 2e 31e · Forsberg 8e 13e 25e · Quaschner 38e 42e · Kalmár 64e 75e 90e · Poulsen 85e · Selke 86e 87e | (0 - 0) |              | Centre d'entrainement du RB Leipzig Spectateurs : 1 012 | Centre d'entrainement du RB Leipzig Spectateurs : 1 012 |
| Dimanche 10 janvier 2016 16h30 CET (UTC+1) | Rapport |         |              | Centre d'entrainement du RB Leipzig Spectateurs : 1 012 | Centre d'entrainement du RB Leipzig Spectateurs : 1 012 |

| 11e match                               | RB Leipzig                                                    | 5 - 0   | Bischofswerdaer FV 08 |                                                         |                                                         |
| Jeudi 14 janvier 2016 16h00 CET (UTC+1) | Halstenberg 35e · Quaschner 45e · Teigl 49e · Poulsen 57e 81e | (0 - 0) |                       | Centre d'entrainement du RB Leipzig Spectateurs : 1 012 | Centre d'entrainement du RB Leipzig Spectateurs : 1 012 |
| Jeudi 14 janvier 2016 16h00 CET (UTC+1) | Rapport                                                       |         |                       | Centre d'entrainement du RB Leipzig Spectateurs : 1 012 | Centre d'entrainement du RB Leipzig Spectateurs : 1 012 |

| 12e match                                  | RB Leipzig                                  | 3 - 1   | FC St. Gallen      |  |  |
| Mercredi 20 janvier 2016 14h30 CET (UTC+1) | Kalmár 48e (pen.) · Teigl 50e · Khedira 89e | (0 - 1) | 30e (pen.) Aleksić |  |  |
| Mercredi 20 janvier 2016 14h30 CET (UTC+1) | Rapport                                     |         |                    |  |  |

| 13e match                                  | RB Leipzig                                | 3 - 1   | FC Thoune  |  |  |
| Dimanche 24 janvier 2016 14h30 CET (UTC+1) | Forsberg 10e · Sabitzer 41e · Fechner 49e | (2 - 1) | 33e Zárate |  |  |
| Dimanche 24 janvier 2016 14h30 CET (UTC+1) | Rapport                                   |         |            |  |  |

| 14e match                                  | RB Leipzig                                                       | 5 - 0   | FK Teplice |                                    |                                    |
| Dimanche 31 janvier 2016 13h30 CET (UTC+1) | Forsberg 43e · Sabitzer 45e · Poulsen 49e · Selke 57e 71e (pen.) | (2 - 0) |            | Red Bull Arena Spectateurs : 2 087 | Red Bull Arena Spectateurs : 2 087 |
| Dimanche 31 janvier 2016 13h30 CET (UTC+1) | Rapport                                                          |         |            | Red Bull Arena Spectateurs : 2 087 | Red Bull Arena Spectateurs : 2 087 |

## Compétitions
| 2.Bundesliga       | DFB Pokal                                 |
| ------------------ | ----------------------------------------- |
| 2e place 67 points | 2e Tour contre SpVgg Unterhaching (0 - 3) |
| 20V 7N 7D          | 1V 0N 1D                                  |
| TOTAL: 21V 7N 8D   |                                           |

### 2.Bundesliga

#### Classement
| Rang | Équipe             | Pts | J  | G  | N  | P  | Bp | Bc | Diff | Promotion, qualification ou relégation       |
| ---- | ------------------ | --- | -- | -- | -- | -- | -- | -- | ---- | -------------------------------------------- |
| 1    | SC Fribourg (C, P) | 72  | 34 | 22 | 6  | 6  | 75 | 39 | +36  | Promotion en Bundesliga                      |
| 2    | RB Leipzig (P)     | 67  | 34 | 20 | 7  | 7  | 54 | 32 | +22  | Promotion en Bundesliga                      |
| 3    | FC Nuremberg       | 65  | 34 | 19 | 8  | 7  | 68 | 41 | +27  | Qualification pour les Barrages de promotion |
| 4    | FC St. Pauli       | 53  | 34 | 15 | 8  | 11 | 45 | 39 | +6   |                                              |
| 5    | VfL Bochum         | 51  | 34 | 13 | 12 | 9  | 56 | 40 | +16  |                                              |

#### Championnat
| Date                       | Heure | Journée     | Adversaire          | Lieu                           | Score | Buteurs                                     | Publics |
| -------------------------- | ----- | ----------- | ------------------- | ------------------------------ | ----- | ------------------------------------------- | ------- |
| Samedi 25 juillet 2015     | 15h30 | 1re journée | FSV Francfort       | Frankfurter Volksbank Stadion  | 1 - 0 | Sabitzer 55e                                | 7 021   |
| Lundi 3 août 2015          | 20h15 | 2e journée  | Greuther Fürth      | Red Bull Arena                 | 2 - 2 | Selke 13e · Forsberg 74e                    | 27 216  |
| Samedi 15 août 2015        | 13h30 | 3e journée  | Eintracht Brunswick | Eintracht-Stadion              | 2 - 0 | Selke 68e · Forsberg 76e                    | 21 315  |
| Dimanche 23 août 2015      | 13h30 | 4e journée  | FC St. Pauli        | Red Bull Arena                 | 0 - 1 |                                             | 41 795  |
| Vendredi 28 août 2015      | 18h30 | 5e journée  | Union Berlin        | Stadion An der Alten Försterei | 1 - 1 | Parensen 83e (csc)                          | 21 283  |
| Vendredi 11 septembre 2015 | 18h30 | 6e journée  | SC Paderborn        | Red Bull Arena                 | 2 - 0 | Sabitzer 18e · Forsberg 28e                 | 25 394  |
| Vendredi 18 septembre 2015 | 18h30 | 7e journée  | FC Heidenheim       | Voith-Arena                    | 1 - 1 | Halstenberg 36e                             | 12 486  |
| Jeudi 24 septembre 2015    | 20h15 | 8e journée  | SC Fribourg         | Red Bull Arena                 | 1 - 1 | Selke 47e                                   | 25 869  |
| Dimanche 27 septembre 2015 | 13h30 | 9e journée  | TSV 1860 Munich     | Allianz Arena                  | 2 - 2 | Forsberg 6e · Selke 67e                     | 21 600  |
| Dimanche 4 octobre 2015    | 13h30 | 10e journée | FC Nuremberg        | Red Bull Arena                 | 3 - 2 | Kaiser 8e (pen.) · Selke 11e 16e            | 28 987  |
| Dimanche 18 octobre 2015   | 13h30 | 11e journée | VfL Bochum          | Ruhrstadion                    | 0 - 1 | Sabitzer 65e                                | 20 704  |
| Vendredi 23 octobre 2015   | 18h30 | 12e journée | Fortuna Düsseldorf  | Red Bull Arena                 | 2 - 1 | Forsberg 45+1e · Sabitzer 64e               | 24 095  |
| Dimanche 1er novembre 2015 | 13h30 | 13e journée | SV Sandhausen       | Hardtwaldstadion               | 2 - 1 | Kaiser 31e (pen.) · Halstenberg 74e         | 5 811   |
| Lundi 8 novembre 2015      | 13h30 | 14e journée | FC Kaiserslautern   | Red Bull Arena                 | 0 - 2 |                                             | 33 598  |
| Dimanche 21 novembre 2015  | 13h00 | 15e journée | Arminia Bielefeld   | Bielefelder Alm                | 0 - 1 | Selke 40e                                   | 18 664  |
| Mardi 30 novembre 2015     | 20h15 | 16e journée | Karlsruher SC       | Wildparkstadion                | 0 - 1 | Sabitzer 70e                                | 15 575  |
| Dimanche 6 décembre 2015   | 13h30 | 17e journée | MSV Duisburg        | Red Bull Arena                 | 4 - 2 | Poulsen 27e 90e · Quaschner 85e · Nukan 87e | 27 477  |
| Dimanche 13 décembre 2015  | 13h30 | 18e journée | FSV Francfort       | Red Bull Arena                 | 3 - 1 | Sabitzer 58e 67e · Kaiser 61e               | 19 119  |
| Samedi 19 décembre 2015    | 13h00 | 19e journée | Greuther Fürth      | Trolli Arena                   | 2 - 1 | Poulsen 48e · Ilsanker 90+3e                | 10 070  |
| Dimanche 7 février 2016    | 13h30 | 20e journée | Eintracht Brunswick | Red Bull Arena                 | 2 - 0 | Forsberg 24e · Compper 30e                  | 28 112  |
| Vendredi 12 février 2016   | 18h30 | 21e journée | FC St. Pauli        | Millerntor-Stadion             | 1 - 0 |                                             | 25 000  |
| Vendredi 19 février 2016   | 18h30 | 22e journée | Union Berlin        | Red Bull Arena                 | 3 - 0 | Kaiser 13e · Orban 25e · Poulsen 52e        | 30 964  |
| Vendredi 26 février 2016   | 18h30 | 23e journée | SC Paderborn        | Benteler-Arena                 | 0 - 1 | Compper 64e                                 | 8 838   |
| Mercredi 2 mars 2016       | 17h30 | 24e journée | FC Heidenheim       | Red Bull Arena                 | 3 - 1 | Kaiser 56e · Poulsen 62e · Compper 83e      | 22 134  |
| Lundi 7 mars 2016          | 20h15 | 25e journée | SC Fribourg         | Dreisamstadion                 | 1 - 2 | Kaiser 56e                                  | 23 500  |
| Dimanche 13 mars 2016      | 13h30 | 26e journée | TSV 1860 Munich     | Red Bull Arena                 | 2 - 1 | Selke 64e · Klostermann 77e                 | 25 551  |
| Dimanche 20 mars 2016      | 20h30 | 27e journée | FC Nuremberg        | Frankenstadion                 | 3 - 1 | Selke 52e                                   | 40 860  |
| Samedi 2 avril 2016        | 13h00 | 28e journée | VfL Bochum          | Red Bull Arena                 | 3 - 1 | Kaiser 51e · Bruno 54e 63e                  | 32 244  |
| Lundi 11 avril 2016        | 20h15 | 29e journée | Fortuna Düsseldorf  | Merkur Spiel-Arena             | 3 - 1 | Poulsen 45+1e 73e · Selke 48e               | 25 474  |
| Vendredi 15 avril 2016     | 18h30 | 30e journée | SV Sandhausen       | Red Bull Arena                 | 0 - 1 |                                             | 30 279  |
| Lundi 25 avril 2016        | 20h15 | 31e journée | FC Kaiserslautern   | Fritz-Walter-Stadion           | 1 - 1 | Forsberg 56e                                | 27 332  |
| Vendredi 29 avril 2016     | 18h30 | 32e journée | Arminia Bielefeld   | Red Bull Arena                 | 1 - 1 | Sabitzer 30e                                | 35 102  |
| Dimanche 8 mai 2016        | 15h30 | 33e journée | Karlsruher SC       | Red Bull Arena                 | 2 - 0 | Forsberg 52e · Halstenberg 87e              | 42 559  |
| Dimanche 15 mai 2016       | 15h30 | 34e journée | MSV Duisburg        | MSV-Arena                      | 1 - 0 |                                             | 27 000  |

### DFB Pokal
| 1re Tour                              | VfL Osnabrück | 0 - 2 Annulé | RB Leipzig |               |               |
| Lundi 10 août 2015 18h30 CEST (UTC+2) |               | (0 - 0)      |            | Osnatel-Arena | Osnatel-Arena |
| Lundi 10 août 2015 18h30 CEST (UTC+2) | Rapport       |              |            | Osnatel-Arena | Osnatel-Arena |

| 2e Tour                                  | SpVgg Unterhaching                             | 3 - 0   | RB Leipzig |                                            |                                            |
| Mardi 27 octobre 2015 20h30 CEST (UTC+2) | Einsiedler 5e · Rosenzweig 23e · Steinherr 67e | (2 - 0) |            | Sportpark Unterhaching Spectateurs : 5 000 | Sportpark Unterhaching Spectateurs : 5 000 |
| Mardi 27 octobre 2015 20h30 CEST (UTC+2) | Rapport                                        |         |            | Sportpark Unterhaching Spectateurs : 5 000 | Sportpark Unterhaching Spectateurs : 5 000 |

## Statistiques

### Buteurs
Inclut uniquement les matches officiels. La liste est classée par numéro de maillot lorsque le total de but est égal.
| R           | No.         | Pos.        | Nat         | Joueur             | 2.Bundesliga | DFB Pokal | Total |
| 1           | 27          | A           |             | Davie Selke        | 10           | 0         | 10    |
| 2           | 7           | A           |             | Marcel Sabitzer    | 8            | 0         | 8     |
| 2           | 12          | M           |             | Emil Forsberg      | 8            | 0         | 8     |
| 4           | 9           | A           |             | Yussuf Poulsen     | 7            | 0         | 7     |
| 4           | 24          | M           |             | Dominik Kaiser     | 7            | 0         | 7     |
| 6           | 24          | D           |             | Marcel Halstenberg | 3            | 0         | 3     |
| 6           | 33          | D           |             | Marvin Compper     | 3            | 0         | 3     |
| 8           | 14          | M           |             | Massimo Bruno      | 2            | 0         | 2     |
| 9           | 4           | D           |             | Willi Orban        | 1            | 0         | 1     |
| 9           | 5           | D           |             | Atınç Nukan        | 1            | 0         | 1     |
| 9           | 13          | M           |             | Stefan Ilsanker    | 1            | 0         | 1     |
| 9           | 16          | D           |             | Lukas Klostermann  | 1            | 0         | 1     |
| 9           | 17          | D           |             | Nils Quaschner     | 1            | 0         | 1     |
| Autres Buts | Autres Buts | Autres Buts | Autres Buts | Autres Buts        | 1            | 0         | 1     |
| TOTAL       | TOTAL       | TOTAL       | TOTAL       | TOTAL              | 54           | 0         | 54    |